# Apollon Aleksandrovich Grigoryev
Apollon Aleksandrovich Grigoryev (tiếng Nga: Аполлон Александрович Григорьев, 20 tháng 7 năm 1822 - 25 tháng 9 năm 1864) là một nhà thơ, nhà phê bình, dịch giả người Nga.

## Tiểu sử
Apollon Grigoryev sinh ở Moskva. Ông nội là một nông dân tỉnh lẻ lên Moskva làm công chức và phấn đấu lên tầng lớp quý tộc. Bố từng làm thư ký tòa thị chính thành phố. Apollon Grigoryev có được sự giáo dục tốt của gia đình, không cần học gymnazy (như trường phổ thông bây giờ) mà vào thẳng Đại học Moskva học khoa luật. Ông là người bảo vệ luận án tiến sĩ đầu tiên của khoa luật trường này. Trong những năm 1842-1843 ông làm việc ở thư viện trường, cuối năm 1843 làm thư ký Hội đồng Đại học Moskva, kết bạn với Afanasy Afanasievich Fet, Yakov Petrovich Polonsky, Vladimir Sergeyevich Solovyov. Họ thành lập nhóm văn học trong trường và thường xuyên đọc tác phẩm của mình trước công chúng.
Apollon Grigoryev bắt đầu in thơ từ năm 1843. Thời kỳ này ông viết nhiều thơ tình về một tình yêu không được đáp lại. Thất tình ông bỏ về Sankt-Peterburg làm việc hai năm ở Nghị viện. Trong thời gian 1848-1857 ông dạy luật ở một số trường đại học, năm 1850 tham gia tạp chí Москвитянин (Moskvityanin), trở thành nhà phê bình sân khấu nổi tiếng. Năm 1856 tạp chí này bị đóng cửa, ông được mời cộng tác với các tạp chí Русскую беседу và Современник. Những năm 1852-1857 ông lại đau khổ vì một tình yêu không được đáp lại. Thời kỳ này ông viết được nhiều bài thơ mà Aleksandr Aleksandrovich Blok gọi là "những viên ngọc của thơ trữ tình Nga". Những năm 1857-1858 ông ra nước ngoài, sống ở Pháp, Ý. Trở về Nga, ôngtiếp tục cộng tác với các tờ tạp chí Время và Эпоха do Mikhail Dostoevsky làm chủ bút. Thời kỳ này ông viết nhiều hồi ký theo lời khuyên của Mikhail Dostoevsky. Những năm cuối đời ông sống trong cảnh nợ nần và nghiện rượu. Ông mất ở Sankt-Peterburg năm 1864.

## Một vài bài thơ
| Я измучен, истерзан тоскою... Но тебе, ангел мой, не скажу Никогда, никогда, отчего я, Как помешанный, днями брожу. Есть минуты, что каждое слово Мне отрава твое и что рад Я отдать все, что есть дорогого, За пожатье руки и за взгляд. Есть минуты мучений и злобы, Ночи стонов безумных таких, Что, бог знает, не сделал чего бы, Лишь упасть бы у ног у твоих. Есть минуты, что я не умею Скрыть безумия страсти своей... О, молю тебя - будь холоднее, И меня и себя пожалей! К *** "Ты веришь в правду и в закон, Скажи мне не шутя?" - "Дитя мое, любовь - закон, И правда - то, что я влюблен В тебя, мое дитя". - "Но в благородные мечты Ты веришь или нет?" - "Мой друг, ты лучше, чем мечты,- Что благородней красоты? В тебе самой ответ!" - "Хотя в добро бы иль хотя б В свободу верил ты?" - "К чему, дитя мое? Тогда б Я не был счастлив, не был раб Любви и красоты". - "Хотя бы в вечную любовь Ты верить, милый, мог?" - "Дитя мое! волна - любовь, Волна с волной сойдется ль вновь - То знает только бог!" - "Ну, если так - то верь хоть в страсть, Предайся ей вполне!" - "Тебе ль не знать, что верю в страсть? Но я, храня рассудка власть, Блаженствую вдвойне!" | Anh hành hạ, khổ sở vì nỗi buồn Nhưng với em, thiên thần, anh chẳng nói Không bao giờ em biết vì sao vậy Anh lang thang, thơ thẩn giống người điên. Có những phút giây mà những lời em Mang lại cho anh một niềm hạnh phúc Anh trao tất cả, những gì quý nhất Đổi lấy bàn tay và ánh mắt nhìn. Có những phút giây giận dữ điên cuồng Và hằng đêm anh thở than nức nở Có trời biết, anh xin làm tất cả Chỉ để được nằm ở dưới chân em. Có những phút giây, mà anh thấy không Biết cách dìm nỗi cuồng điên khao khát... Anh van em – cho dù em lạnh ngắt Hãy thương anh và thương bản thân mình! Gửi... "Anh có tin sự thật, có tin luật pháp Anh hãy nói với em, chớ có đùa? -"Em ơi, tình yêu là luật pháp Còn sự thật, đó là Anh yêu em, em yêu ạ". -"Nhưng mà những ước mơ cao cả Anh có tin hay không? -"Em ơi, em còn cao cả hơn Cả ước mơ, và còn gì cao cả hơn vẻ đẹp? Câu trả lời em tìm trong chính mình!" -"Thế vào cái Thiện Và tự do, anh có tin?" -"Để làm gì, em yêu? Khi đó Anh không hạnh phúc, không nô lệ Của sắc đẹp, của tình". -"Thế tình yêu muôn thuở Anh có tin không? -"Em ơi! Con sóng là tình Sóng và sóng có còn gặp nữa – Chỉ có trời biết được thôi em!" -"Nếu thế thì – anh hãy tin sự mê say Anh hãy trao hết mình cho nó!" -"Liệu em có biết anh tin sự mê say? Nhưng mà anh giữ quyền cho lý trí Và sẽ hạnh phúc gấp đôi!" Bản dịch của Nguyễn Viết Thắng. |